# 杰汉吉尔·拉坦吉·达达博伊·塔塔
杰汉吉尔·拉坦吉·达达博伊·塔塔（英語：Jehangir Ratanji Dadabhoy Tata，简写为J. R. D. Tata，1904年7月29日—1993年11月29日）生于法国巴黎，印度企业家、塔塔集团董事长。

## 生平
塔塔的母亲是法国人。塔塔的青少年时期在法国度过。1909年夏，5岁的塔塔与第一位飞越英吉利海峡的人路易·布莱里奥（Louis Blériot）之子都在法国北部布洛涅（Boulogne）附近海边过暑假。一天，这两个孩子在海滩上玩耍时，见一架飞机降落在海滩上，驾驶员是布莱里奥的首席驾驶员、世界首位驾机在空中连翻两个筋斗的夏尔·珀古（Charles Pégoud）。塔塔很羡慕路易·布莱里奥、夏尔·珀古。15岁时，塔塔坐了一次飞机，自此立志当飞
行员。
1924年20岁时，塔塔回到印度孟买。1928年，孟买有了飞行员俱乐部。他不是首位会员，但却是首位获得飞行许可证的印度人。1930年，阿迦汗三世宣布，首位完成印度—英国之间单程飞行的印度人可获奖金500英镑。一位尝试者飞行两次都因迷路而失败。此后有两位青年分别从英国、印度起飞，从英国出发的是18岁的阿斯比（Aspy），从印度卡拉奇出发的就是塔塔，他们在埃及亚历山大附近相遇，当时阿斯比正为没有火花塞而发愁，塔塔将自己的火花塞给了他，此后两人分手。最终阿斯比以抵达印度的时间比塔塔抵达英国的时间稍早数小时而获奖金。阿斯比日后成为印度空军第二任参谋长。
1931年，英国皇家空军前军官内维尔·文森特（Nevill Vintcent）来印度飞行游览，他鼓励塔塔投身航空事业。塔塔遂准备在印度创办空中业务。当时作为创办并经管塔塔企业的经理行“塔塔父子公司”的董事长是杜拉布，他对此并不热心。后经塔塔的老师、同事约翰·彼特森（John Peterson）劝告，杜拉布才批准塔塔的计划。塔塔航空公司初建时，仅有资本20万卢比，而且既没有无线电装置，也没有航行及着陆的指导资料，没有真正的机场，只好在孟买郊外海滨的渔村找片泥滩作为飞机的起降训练场地。雨季时，跑道常遭海水淹没。塔塔航空公司仅有2架飞机、3位飞行员、3位技师。1932年10月的一天，塔塔驾机第一次将邮件从卡拉奇送往孟买，从此开始空运业务。第一年，空运邮件无遗失、无误时，连在雨季也未出差错。英属印度政府的民航总署在1933—1934年度报告中赞扬了高水平的塔塔空中服务后说：“我们可尊敬的横贯大陆航空公司，也就是帝国航空公司，应该派送他们的职员到塔塔公司来看看塔塔是怎么做的。”
塔塔在扩大服务规模时遇到困难。当时自英国发来的航空邮件都是由帝国航空公司运到卡拉奇，所以塔塔空中服务以卡拉奇为起点，航线是卡拉奇——孟买——马德拉斯。塔塔要求英属印度政府补贴，但遭政府拒绝，即便塔塔将要求的补贴额降到很低也未获准。塔塔坚持提供空中服务，仅向发信者收取很少费用。塔塔说：“我们对航空事业的将来充满信心，我们相信，如果在一个新时代刚开始时。我们正好赶上了，那我们最终会有机会在这方面获得增长并取得领导地位。”
1936年，英属印度政府开办“帝国邮政服务”（Empire Mail Service）。据此，全部一等邮件空运不需要附加费用，塔塔航空公司的收入从而获得提升。1936年起，航空业启用单引擎大型飞机，塔塔便从英国聘来一位技术教员到印度办飞行员培训中心。1938年，孟买——德里航线开通。第二次世界大战期间。塔塔航空业务全部由英属印度政府支配。战后的1946年，塔塔航空公司不再是塔塔父子公司的部门，独立成为一个股份公司，公开发行股票，更名为印度航空公司（Air—India Ltd.），并开始客运服务。
第二次世界大战中的1942年，塔塔向英属印度政府提交了在浦那建立一个蚊式战斗机（Mosquito aricrafi）制造厂的报告，获政府批准。他成立塔塔飞机制造公司，购买土地，调集技术人员，开建厂房。但政府很快改变主意，要求塔塔飞机制造公司改为制造进攻用的滑翔机。塔塔勉强答应后，修改了整个工程。攻击型滑翔机制造出来后，因为没有飞机能牵引其升空，所以不能用于战争。这也葬送了塔塔创办飞机制造业的理想。
印度独立之后，塔塔向印度国大党政府提出有关印度民航事业的建议称，他的印度航空公司同政府合股，塔塔占股20％，政府占股49％，其他股份由公众认购；还成立印度国际航空公司（Air—India International），也由塔塔同政府合作。该建议迅速获政府采纳。1948年6月，印度国际航空公司飞机飞往欧洲。
印度独立初期，由于政府批准条件宽松，印度一下出现11家航空公司，国内航空业务混乱。除了塔塔的印度航空公司运作良好，其他航空公司均亏损严重。在国际航空业务上，印度国际航空公司遇到强大竞争。1953年，印度中央政府决定将民航业国有化，全部航空公司合并为一家国家航空公司，经营国内国际民航业务，并任命塔塔为总裁。塔塔向政府提议将国内和国际民航业务分开组建公司，获得政府采纳。塔塔被任命为印度国际航空公司领导，同时兼任国内航空公司印度航空公司董事。塔塔任这两职25年。
塔塔十分关心其手下员工。1956年，他发起了“雇员参与管理”（'employee association with management）计划，为员工参与企业事务提供了更强的渠道。他支持员工福利和8小时工作制、免费医疗、职工公积金、工伤事故赔偿方案，后来这些都成为印度的法定要求。他也是全国应用经济研究会（National Council of Applied Economic Research，缩写为NCAER）理事会的发起人之一，该会是印度第一个独立的经济政策研究机构，1956年在新德里创办。1968年，他创办了塔塔咨询服务公司（Tata Consultancy Services），作为塔塔计算机中心（Tata Computer Centre）。1979年，塔塔钢铁公司（Tata Steel）制定了一项新实践：每个工人从离开家去上班到下班回到家，都被视为处在“工作”状态，这使公司财政对任何在上下班途中遇到不幸的工人也负起责任。1987年，他创办了泰坦产业
（Titan Industries）。詹谢普尔也因塔塔钢铁公司提供的生活质量、环境卫生、道路和福利而当选为联合国全球紧凑型城市。
1991年，塔塔决定退休时，请拉坦·塔塔接替自己的位子，继承塔塔集团。拉坦·塔塔从而成为塔塔集团董事长。
1993年11月29日，塔塔在瑞士日内瓦逝世，享年89岁。